# Synagoge (Mühlhausen/Thüringen)

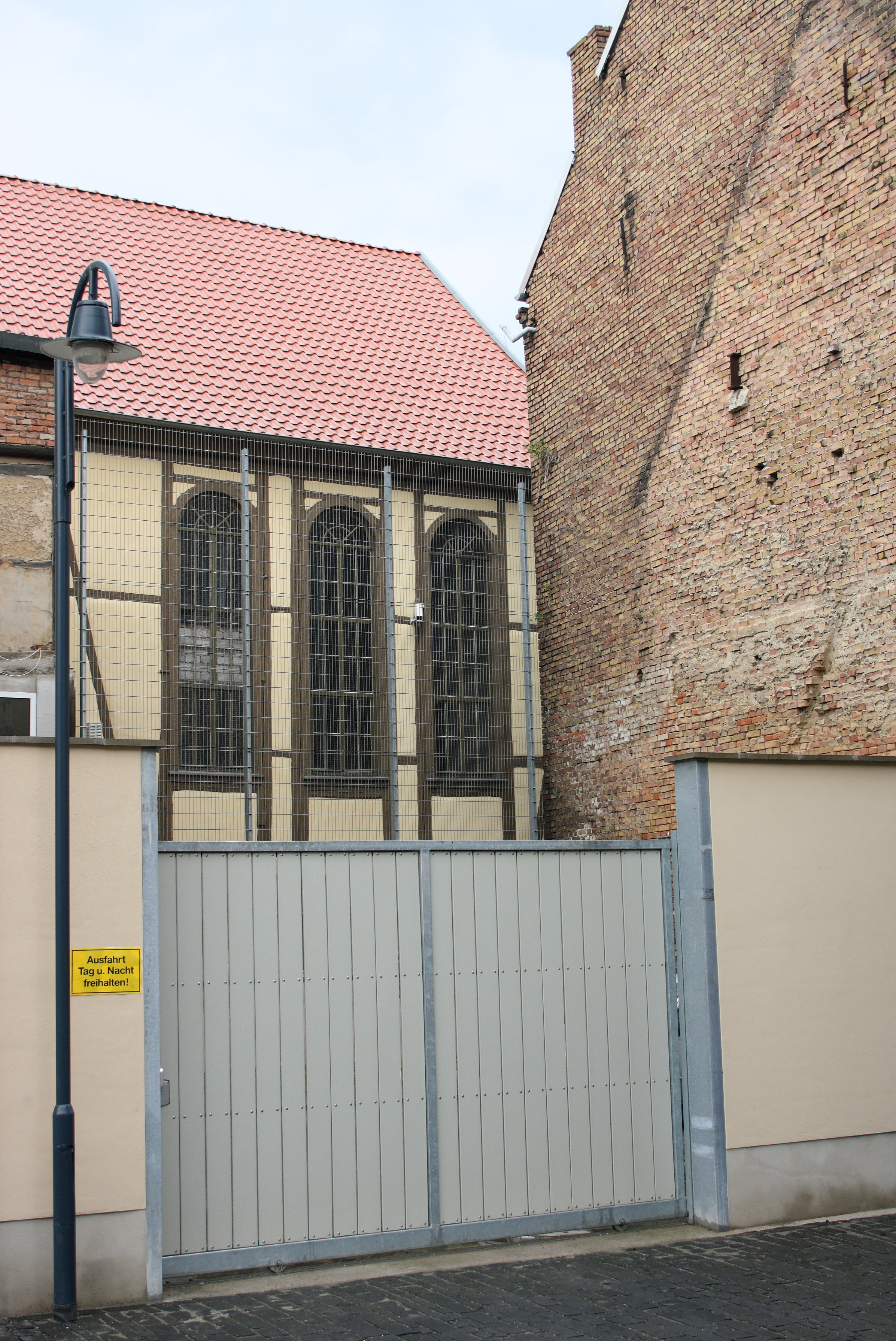
Rückansicht der Synagoge von der Kuttelgasse aus

Die Synagoge im thüringischen Mühlhausen ist eine Synagoge und ein Kulturdenkmal. Sie befindet sich im Zentrum der Stadt in einem Hof in der Jüdenstraße. Geweiht am 6. August 1841, wurde das Gebäude nach einer umfassenden Sanierung im Jahr 1998 neu eingesegnet und dient heute vor allem als Begegnungsstätte mit einer Ausstellung zur jüdischen Geschichte Mühlhausens.

## Geschichte

### Jüdische Gemeinde
Vermutlich seit dem 13. Jahrhundert existierte eine jüdische Gemeinde in der damals Freien Reichsstadt Mühlhausen. Ein Pestausbruch im Jahr 1349 zog ein Pogrom gegen die jüdische Bevölkerung der Stadt nach sich. Eine erste Synagoge wird im Jahr 1380 erwähnt, sie wurde 1474 erweitert und 1513 verkauft, stand 1560 leer. Nach einem erneuten Pogrom im Herbst 1452 verließ die Mehrzahl der Juden die Stadt, die letzten im Jahr 1517. Im Jahre 1561 wurden die Juden „für alle Zeiten“ aus der Stadt verbannt; erst ab 1774 sind wieder Juden in Mühlhausen nachgewiesen.
Eine kontinuierliche Ansiedlung jüdischer Bürger in Mühlhausen erfolgte ab Ende des 18. Jahrhunderts. 1793 waren 78 Juden in der Stadt gemeldet. Die jüdische Gemeinde gründete sich 1806. 1808 beantragte die Gemeinde die Abhaltung von Gottesdiensten und am 2. Mai 1839 den Bau der Synagoge, die ab 1840 errichtet wurde. 1881 hatte Mühlhausen 196 Einwohner jüdischen Glaubens, 1924 waren es 170 (0,5 % der Bevölkerung Mühlhausens), im Jahr 1933 203. Die jüdische Gemeinde bestand bis 1943.
Bis Ende der 1980er Jahre unterhielt die Jüdische Gemeinde Erfurt noch eine Filiale in Mühlhausen. Auch heute leben in Mühlhausen Bürger jüdischen Glaubens, es gibt jedoch derzeit keine jüdische Gemeinde in der Stadt (Stand 2016).

### Synagoge
Die Synagoge in der Jüdenstraße wurde am  6. August 1841 geweiht. Der Grundstein wurde am 7. September 1840 im Hinterhof des jüdischen Gemeindehauses in der Jüdenstraße 24 gelegt, welches die Gemeinde 1840 erworben hatte. Die Baukosten trugen die ortsansässigen jüdischen Familien, die auch eine Religionsschule, ein rituelles Bad und einen Friedhof errichtet hatten. Erster Rabbiner und Lehrer zur Zeit der Einweihung der Synagoge war Gerson Cohn. Ab 1861 war Michael Fackenheim (* 1828 in Lispenhausen) als Prediger und Lehrer in der Stadt tätig.
In der Reichspogromnacht wurde auch die Mühlhäuser Synagoge verwüstet. Zu den Randalierern gehörte der spätere Landrat des Landkreises Mühlhausen, Paul Vollrath. Dieser schoss dem Rabbiner Max Rosenau in die Brust und verletzte ihn schwer. Hierfür erhielt Vollrath im Jahr 1958 von einem Bayreuther Gericht eine zweijährige Haftstrafe.
Mit Erlöschen der jüdischen Gemeinde wurde die Synagoge 1947 der jüdischen Landesgemeinde Thüringen übergeben. Seit 1987 gab es Bemühungen um die Restaurierung des Gebäudes. In den 1990er Jahren erfolgte eine Sanierung des Gemeindehauses und der Synagoge und am 9. November 1998 wurde das Gotteshaus wieder als Synagoge geweiht. Es ist damit neben der Neuen Synagoge in Erfurt die derzeit einzige geweihte Synagoge in Thüringen. Da in Mühlhausen derzeit keine jüdische Gemeinde existiert, wird die Synagoge vorwiegend als Begegnungsstätte und Bibliothek sowie für Ausstellungen und Konzerte genutzt.
Neben der Synagoge und dem Gemeindehaus existiert in Mühlhausen noch der Jüdische Friedhof.

## Architektur
Bei dem Gebäude der Synagoge handelt es sich um einen schlichten Fachwerkbau. In der Giebelseite befindet sich ein Rundfenster über dem Standort des Toraschreines.